# Cratere Myron
Myron  è un cratere sulla superficie di Mercurio.